# 穆甘臨時軍事獨裁政府
穆甘臨時軍事獨裁政府（英語：Provisional Military Dictatorship of Mughan）是1918年8月1日由英國在連科蘭區控制的反共短命國家。該政府不支持亞塞拜然獨立，且該政府由白俄的T·P·蘇霍魯科夫上校領導，該人在英國占領下的巴庫活動。穆甘政府聲稱，其將成為「單一且不可分割的俄羅斯帝國」底下一個自治地區。1918年12月，該政府改組為「穆甘領地管理局」。1919年4月25日，一場由親布爾什維克塔雷什工人組織的暴力示威在連科蘭爆發，推翻了穆甘領地管理局。5月15日，連科蘭「工農代表委員會」特別代表大會宣布成立穆甘蘇維埃共和國。